# Benjamin Lang
Benjamin Lang (Le Chesnay, 4 de febrero de 1987) es un deportista francés que compitió en remo.
Ganó dos medallas de plata en el Campeonato Mundial de Remo, en los años 2008 y 2012, y una medalla de bronce en el Campeonato Europeo de Remo de 2016.

## Palmarés internacional
| Campeonato Mundial | Campeonato Mundial     | Campeonato Mundial | Campeonato Mundial |
| Año                | Lugar                  | Medalla            | Prueba             |
| ------------------ | ---------------------- | ------------------ | ------------------ |
| 2008               | Ottensheim (Austria)   | Medalla de plata   | Dos con timonel    |
| 2012               | Plovdiv (Bulgaria)     | Medalla de plata   | Dos con timonel    |
| Campeonato Europeo |                        |                    |                    |
| Año                | Lugar                  | Medalla            | Prueba             |
| 2016               | Brandeburgo (Alemania) | Medalla de bronce  | Cuatro sin timonel |